# Whitney: Can I Be Me
Whitney: Can I Be Me is een documentaire over het leven van Whitney Houston uit 2017. De film werd geregisseerd door Nick Broomfield en Rudi Dolezal.

## Inhoud
De documentaire vertelt het levensverhaal van zangeres en actrice Whitney Houston, met interviews en archiefmateriaal met onder anderen haar familie, vrienden en crew. Na een turbulent leven met vele nummer 1-hits, het grote succes van de film The Bodyguard, maar ook met drugs- en alcoholgebruik, stierf Houston aan een overdosis in 2012. Ze was slechts 48 jaar oud.